# Méthode du produit-somme
La méthode du produit-somme, en mathématiques, est un procédé algébrique permettant de factoriser une équation du second degré de la forme 
{\displaystyle ax^{2}+bx+c},. 

## Méthode
Pour factoriser le trinôme, il faut en premier lieu chercher deux nombres {\displaystyle m} et {\displaystyle p} tels que leur produit est égal à la valeur du produit de {\displaystyle a} par {\displaystyle c} et dont la somme est égale à la valeur de {\displaystyle b}.
Il faut ensuite remplacer le terme {\displaystyle bx} par la somme des deux nombres {\displaystyle m} et {\displaystyle p} tels que {\displaystyle (m+p)x=bx}.
Puis effectuer une double mise en évidence.

## Démonstration
{\displaystyle \forall (a,b,c\in \mathbb {Z} )\mid (((\exists \alpha ,\beta ,\gamma ,\delta \in \mathbb {Z} )\mid ax^{2}+bx+c\equiv (\gamma x+\alpha )(\delta x+\beta ))\Longrightarrow ((\exists m,p\in \mathbb {Z} )\mid b=m+p\wedge ac=mp))}
{\displaystyle ax^{2}+(m+p)x+c}
{\displaystyle ax^{2}+mx+px+c}
En introduisant {\displaystyle h}, plus grand commun diviseur de {\displaystyle a} et {\displaystyle m}.
{\displaystyle a=hk}
{\displaystyle hkc=mp}
Ce qui donne :
{\displaystyle hkx^{2}+mx+px+{\frac {p}{h}}{\frac {m}{k}}}
{\displaystyle kx(hx+{\frac {m}{k}})+{\frac {p}{h}}(hx+{\frac {m}{k}})}
{\displaystyle (kx+{\frac {p}{h}})(hx+{\frac {m}{k}})}

## Utilisation
Cette méthode peut être utilisée si et seulement si :
{\displaystyle {\begin{cases}m+p=b\\mp=ac\end{cases}}}
Et elle ne devrait être utilisée que sur des petits nombres entiers étant donné qu'il faut trouver empiriquement {\displaystyle m} et {\displaystyle p} issus d’une combinaison de facteur premiers de {\displaystyle ac}.
Et bien évidemment le discriminant (Δ) du trinôme doit être positif.
Elle est néanmoins utile de l’envisager avant de tenter d’autres méthodes plus contraignantes comme celle de la complétion du carré.
Les conditions précédentes peuvent paraître contraignantes mais en réalité elles sont vérifiées pour toute forme {\displaystyle (ax+b)(cx+d)}  car pour {\displaystyle acx^{2}+x(ad+bc)+bd}, le “terme du milieu” ({\displaystyle b} dans le trinôme {\displaystyle ax^{2}+bx+c}) est la somme de {\displaystyle ad} et {\displaystyle bc}, et {\displaystyle ad\times bc=ac\times bd} est équivalent à {\displaystyle ac=mp}.

## Exemples de mise en œuvre informatique
La méthode du produit-somme peut être mise en algorithme, il existe à ce jour des programmes informatiques permettant de trouver {\displaystyle m} et {\displaystyle p}.

### Python
Ce programme a été créé par l'utilisateur marceaupatu123 et est trouvable sur le site internet Github.
```
import
 
math

def
 
primefactors
(
n
):

    
factors
 
=
 
[]

   
#Le but est de rendre n impair, tant qu'il est pair on ajoute 2 au tableau

    
while
 
n
 
%
 
2
 
==
 
0
:

      
factors
.
append
(
2
),

      
n
 
=
 
int
(
n
 
/
 
2
)

    
   
#Les diviseurs vont de pair, on s’arrête donc à srqt(n)+1 (voir https://math.stackexchange.com/questions/3875424/sieve-of-eratosthenes-why-can-we-stop-at-the-sqrt-n)

    
for
 
i
 
in
 
range
(
3
,
int
(
abs
(
n
)
**
0.5
)
+
1
,
2
):

     
      
while
 
(
n
 
%
 
i
 
==
 
0
):

         
factors
.
append
(
i
)

         
n
 
=
 
int
(
n
 
/
 
i
)

    
    
#S'il reste encore un nombre n > 2 c'est qu'il est un facteur du nombre.

    
if
 
n
:

      
factors
.
append
(
n
)

      
    
return
 
factors

#Cette fonction génère toutes les possibilités de somme via les facteurs

def
 
genp
(
ac
,
 
factors
):

    
tableauDeToutesLesPossibilités
 
=
 
[]

    
tableau1
 
=
 
factors
.
copy
()

    
tableau2
 
=
 
[]

    
for
 
i
 
in
 
range
(
0
,
len
(
factors
)
-
1
):

        
tableau2
.
append
(
tableau1
[
0
])

        
tableau1
.
pop
(
0
)

        
n1
 
=
 
1

        
n2
 
=
 
1

        
for
 
i
 
in
 
range
(
0
,
len
(
tableau1
)):

            
n1
 
=
 
tableau1
[
i
]
 
*
 
n1

        
for
 
i
 
in
 
range
(
0
,
len
(
tableau2
)):

            
n2
 
=
 
tableau2
[
i
]
 
*
 
n2

        
tableauDeToutesLesPossibilités
.
append
([
n1
,
 
n2
])

    
return
 
tableauDeToutesLesPossibilités

# Commute l'élément 0 et 1, 2 et 3...

def
 
PairFactors
(
factorsarray
):

    
tableauareverse
 
=
 
factorsarray
.
copy
()

    
tour
 
=
 
math
.
floor
((
len
(
tableauareverse
)
/
2
))

    
for
 
i
 
in
 
range
(
0
,
 
tour
*
2
,
 
2
):

        
element
 
=
 
1

        
while
 
tableauareverse
[
i
]
 
==
 
tableauareverse
[
i
+
element
]:

            
if
 
i
+
element
 
<
 
len
(
tableauareverse
)
-
1
:

                
element
 
=
 
element
+
1

            
else
:

                
break

        
tableauareverse
[
i
]
 
,
 
tableauareverse
[
i
+
element
]
 
=
 
tableauareverse
[
i
+
element
],
 
tableauareverse
[
i
]

    
return
 
tableauareverse
    

# Commute l’élément 0 et 3, 3 et 4, 6 et 7...

def
 
ChangeBy3Factors
(
factorsarray
):

    
tableauareverse
 
=
 
factorsarray
.
copy
()

    
tour
 
=
 
math
.
floor
((
len
(
tableauareverse
)
/
3
))
 
    
for
 
i
 
in
 
range
(
0
,
 
tour
*
3
,
 
3
):

        
element
 
=
 
1

        
while
 
tableauareverse
[
i
]
 
==
 
tableauareverse
[
i
+
element
]:

            
if
 
i
+
element
 
<
 
len
(
tableauareverse
)
-
1
:

                
element
 
=
 
element
+
1

            
else
:

                
break

        
tableauareverse
[
i
]
 
,
 
tableauareverse
[
i
+
element
]
 
=
 
tableauareverse
[
i
+
element
],
 
tableauareverse
[
i
]

    
return
 
tableauareverse

# Création d'un "super tableau" regroupant toutes les possibilités

def
 
Donnemoiunbeautableau
(
ac
):

    
facteurs
 
=
 
primefactors
(
ac
)

    
tableaunormal
 
=
 
genp
(
ac
,
 
facteurs
)

    
tableaupair
 
=
 
genp
(
ac
,
PairFactors
(
facteurs
))

    
tableauchangedby3
 
=
 
genp
(
ac
,
ChangeBy3Factors
(
facteurs
))

    
lepluscomplet
 
=
 
tableaunormal
 
+
 
tableaupair
 
+
 
tableauchangedby3

    
lepluscomplettrie
 
=
 
[]

    
for
 
i
 
in
 
lepluscomplet
:

        
if
 
i
 
not
 
in
 
lepluscomplettrie
:

            
lepluscomplettrie
.
append
(
i
)

    
return
 
lepluscomplettrie

    

# Test de M et P pour voir si m+p = b

def
 
MPS
(
ac
,
 
b
):

    
posibilities
 
=
 
Donnemoiunbeautableau
(
ac
)

    
for
 
i
 
in
 
range
(
0
,
len
(
posibilities
)):

        
m
 
=
 
posibilities
[
i
][
0
]

        
p
 
=
 
posibilities
[
i
][
1
]

        
if
 
m
 
+
 
p
 
==
 
b
:

            
return
 
[
m
,
p
]

        
elif
 
-
m
 
+
 
p
 
==
 
b
:

            
return
 
[
-
m
,
p
]

        
elif
 
m
 
+
 
-
p
 
==
 
b
:

            
return
 
[
m
,
-
p
]

        
elif
 
-
m
 
+
 
-
p
 
==
 
b
:

            
return
 
[
-
m
,
-
p
]

    
return
 
"Aucun m et p valable."
  

# Listes de Tests de Trinômes

# print(MPS(4*25, 20))

# print(MPS(16*9, 24))

# print(MPS(15*-4, -4))

# print(MPS(12, 7))

# print(MPS(-32, 4))

# print(MPS(6*8, 16))

# print(MPS(3*4, 8))

# print(MPS(12*32,56))

```